# 萨布丽娜·约内斯库
萨布丽娜·约内斯库（英語：Sabrina Ionescu，1997年12月6日—）是美国女子籃球運動員。大學時代为國家大學體育協會的俄勒冈鸭效力。她是NCAA中獲得三雙次數最多的女子籃球運動員，并且是唯一一位在NCAA第一级别中获得2000分、1000次助攻和1000个篮板的篮球运动员。2020年4月18日，在WNBA線上選秀大會上，萨布丽娜·约内斯库以狀元身份被WNBA的球隊紐約自由人選中。